# سیارک ۲۵۶۱۶
سیارک ۲۵۶۱۶ (به انگلیسی: 25616 Riinuots، نامگذاری:2000AJ32)۲۵۶۱۶مین سیارک کشف شده‌است که در ۰۳ ژانویه ۲۰۰۰ کشف شد.